# Tentes de l'Oktoberfest
Lors de l'Oktoberfest, la fête de la bière qui se déroule chaque année à Munich sur la Theresienwiese, de vastes tentes provisoires sont construites pour permettre la vente de bière aux visiteurs. Ces tentes (Zelt ou Bierzelt en allemand) sont exploitées par différentes familles de tenanciers, qui ont parfois une longue tradition comme les Schottenhammels. Elles sont pour la plupart très anciennes, les premières tentes de ce type ayant été construite en 1895. Dans chaque tente n'est distribuée qu'une marque de bière munichoise. La construction des tentes débute en général trois mois avant le début des festivités. Il y a 14 grandes tentes. À l'intérieur des tentes jouent des orchestres traditionnels nommés Kapelle.

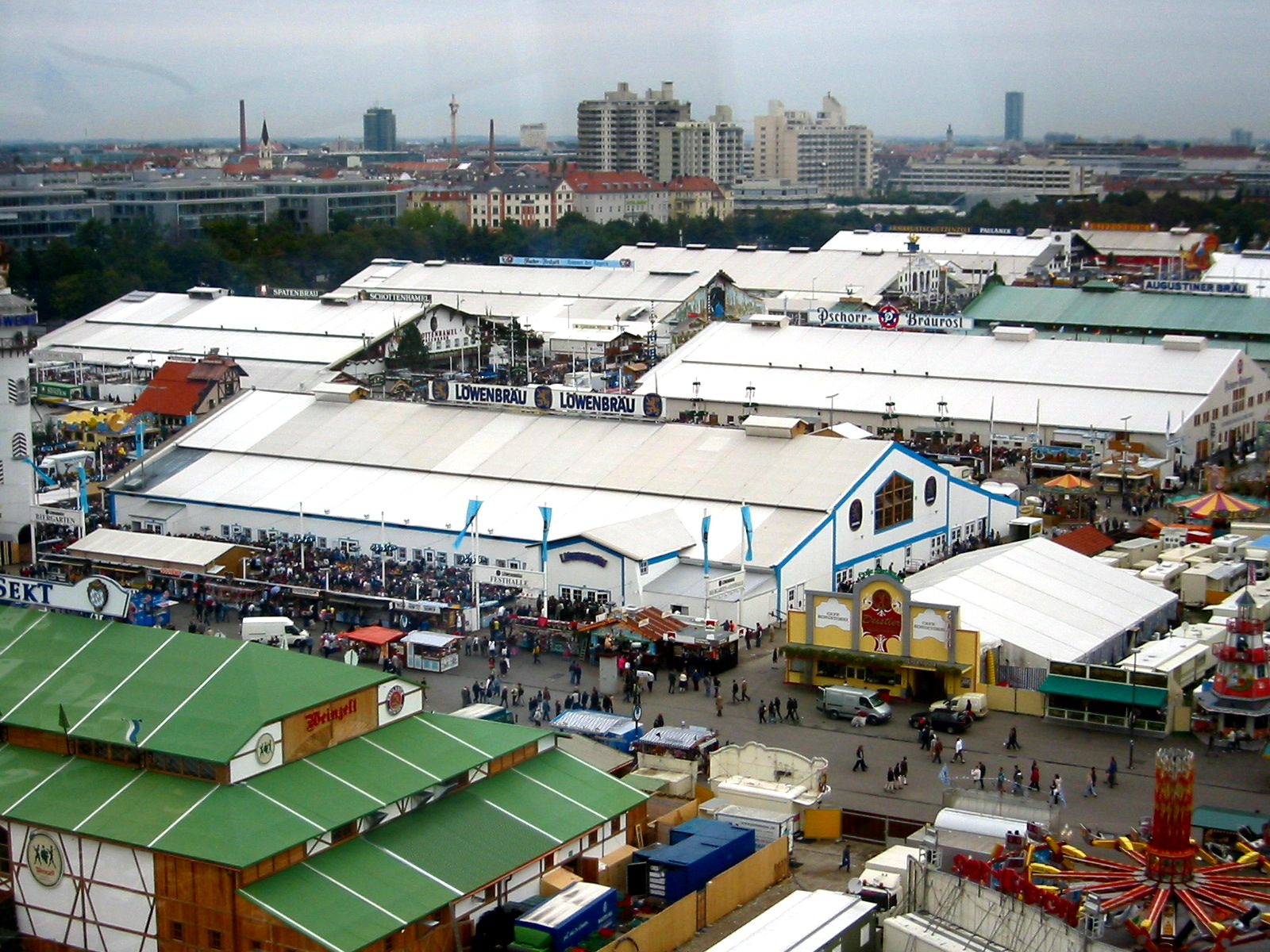
Vue des tentes depuis la grande roue

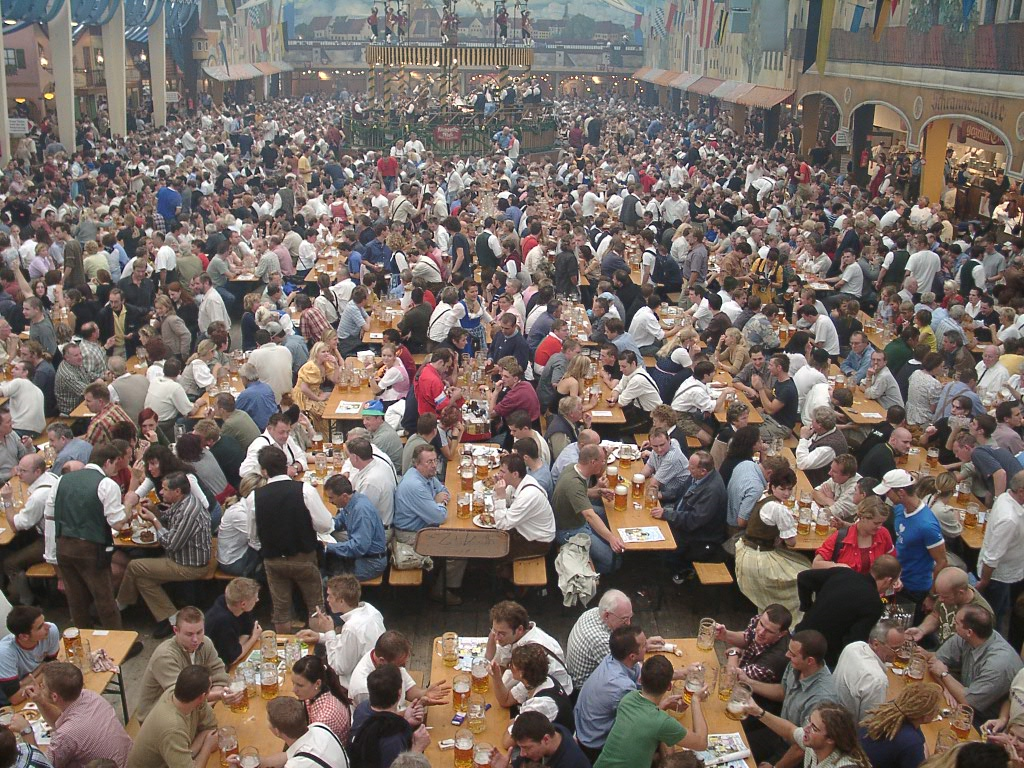
Intérieur d'une tente

## Histoire

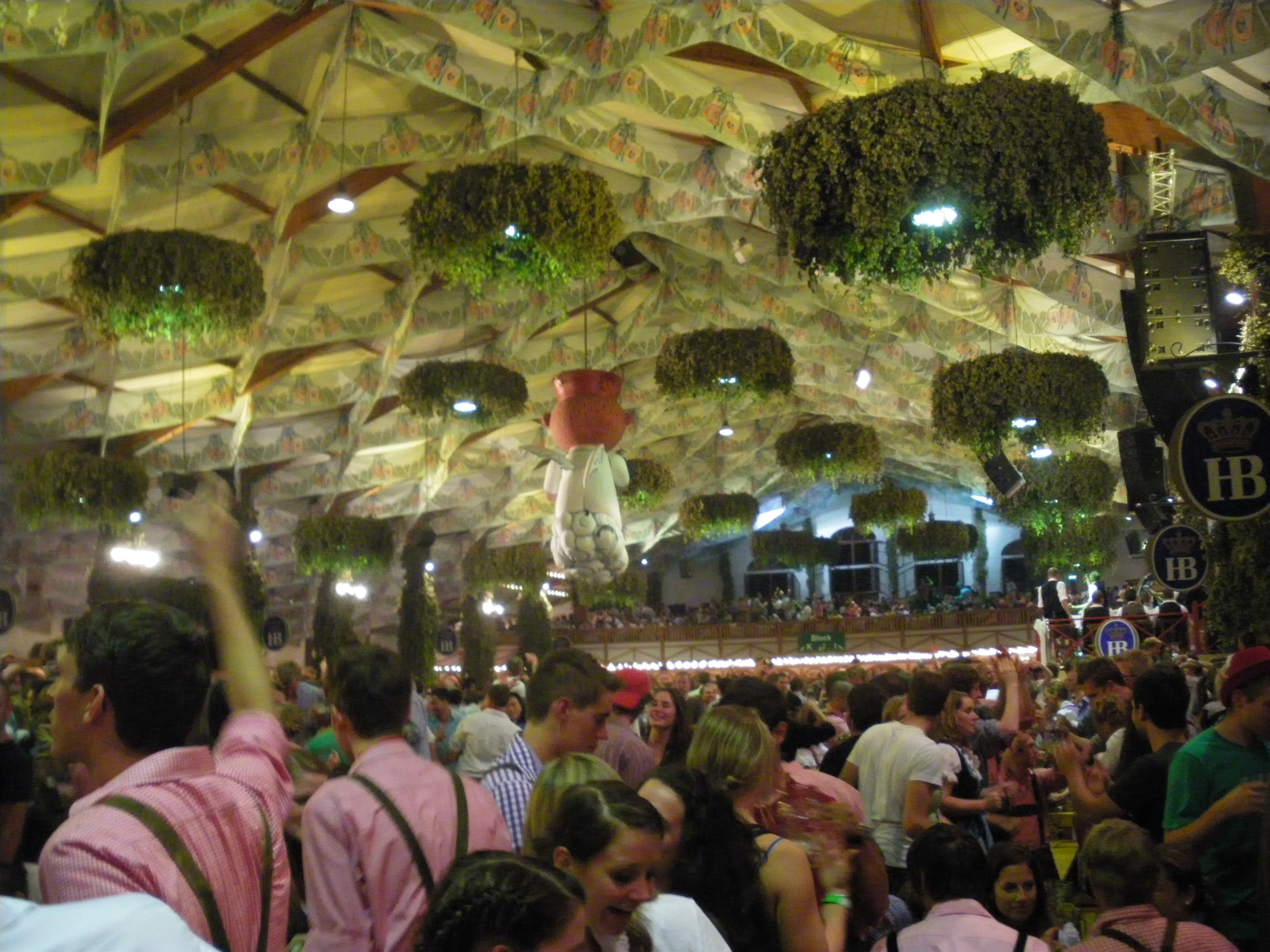
Intérieur de la Hofbräu-Festzelt, en soirée

Dès 1810 et la première Oktoberfest, la présence de « traiteurs » atteste de vente de bière et de nourriture pendant la fête. Toutefois, les échoppes et débits de boisson sont au départ de petites tailles, typiquement 50 m2. Leur nombre est limité dès le 6 août 1824 à dix-huit taverniers « du coin », les concessions tournent d'année en année afin que ce ne soit pas toujours les mêmes brasseurs qui profitent de la manne engendrée par l'Oktoberfest.
Depuis 1868, il est à noter qu'il est interdit de « danser » pendant l'Oktoberfest, cela explique l'absence de piste de danse dans les tentes notamment.
Jusqu'en 1887, le règlement interdit à un tavernier de posséder plusieurs débits de boisson ou plusieurs places. En 1881, il est refusé ainsi à Michael Schottenhamel le droit de s'agrandir. La première grande tente est construite en 1895, c'est la Zum Winzerer Fähndl, toutefois en dehors de la Theresienwiese. Elle est dirigée par l'Armbrustschützengilde (la guilde des arbalétriers), qui est une association dont les membres sont costumés en habits moyenâgeux. Le succès de cette tente et des autres grandes brasseries situées aux alentours de la fête pousse la ville à lever les interdits. En 1897, le Schottenhamel-Festhalle ouvre ses portes. 1898 voit l'arrivée d'un tavernier remarquable en la personne de Georg Lang qui construit son hall géant avec une surface de 2 000 m2. C'est en 1901 qu'ouvre la Bräurosl, de la brasserie Pschorr, avec 750 m2 et en 1903 la Augustinerbräu avec 2 000 m2 conçue par Albin Lincke. En 1907, on dénombre sur la Wiesn six grandes tentes d'environ 1 000 m2 et pouvant accueillir environ 1 000 à 1 200 visiteurs en plus des dix-huit débits de boisson antérieurs,. Ce sont: la Schottenhamel, la Bräurosl, la Spatenbräufesthalle, la Löwenbräuhalle, la Hackerbräuhalle et la Bürgerbräuhalle.
En 1913, elles sont toujours six, mais se dénomment: Schottenhamel, Bräurosl, Langbude, Wagnerbräu, Winzener Fähndl et Holznerbude. Certaines s'agrandissent et ainsi la Bräurosl atteint une surface de 10 500 m2 et une capacité de 12 000 visiteurs. Elle brûle partiellement pendant la guerre et ne conserve cette taille qu'un an. La mode à l'époque est de mettre en place de la végétation autour des tentes, des arbres sont ainsi apportés pour l'Oktoberfest. De nos jours cela est interdit à cause des risques d'incendie. En 1925, les tentes se nomment : Schottenhamel, Löwenbräuhalle, Augustiner, Wagnerbräu, Winzener-Fähndl et Pschorrbräu. La disposition des tentes est profondément remaniée en 1930, année où la Theresienwiese prend son organisation définitive.
En 1931 et 1932 à cause de la crise économique, seules trois tentes sont présentes à l'Oktoberfest : L'Augustiner, la Schottenhamel et la Wagnerbräu. En 1946, seules deux tentes sont présentes et en 1947, une seule. En 1949, elles sont de nouveaux trois avec l'Augustiner, la Hackerbräu et la Schottenhamel. En 1950, vient s'ajouter l'Ochsenbraterei et en 1951 la Bräurosl,. La Hofbräu arrive à la fête en 1952. La même année, la Löwenbräu place un lion derrière une vitre de sa tente préfigurant le lion qui trône sur sa tour de nos jours.
Depuis 1867, la Schottenhamel est la seule tente (échoppe avant 1897) qui a été présente sur toutes les Wiesn.

## Grandes tentes

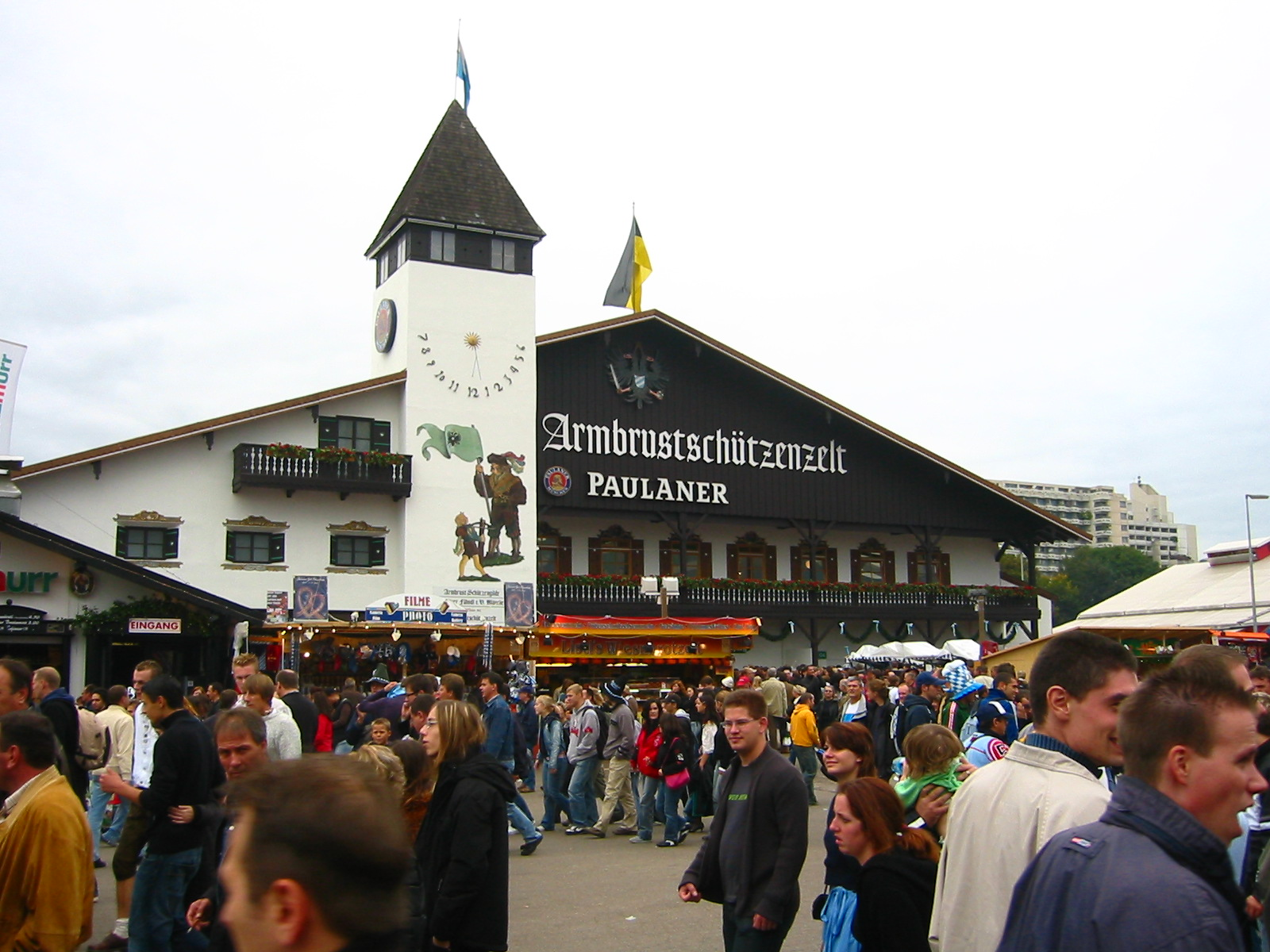
Armbrustschützenzelt

### Armbrustschützenzelt
L'Armbrustschützenzelt (la tente des arbalétriers) existe depuis 1895 (son ancien nom est Winzerer Fähndl). Sa façade et sa tour datent de 1965. Elle possède 5 830 places assises à l'intérieur et 1 620 à l'extérieur,. Le tenancier est Peter Inselkammer, frère du propriétaire de la brasserie d'Aying. La bière servie est la Paulaner, seules les bières munichoises ayant le droit d'être servies à l'Oktoberfest.

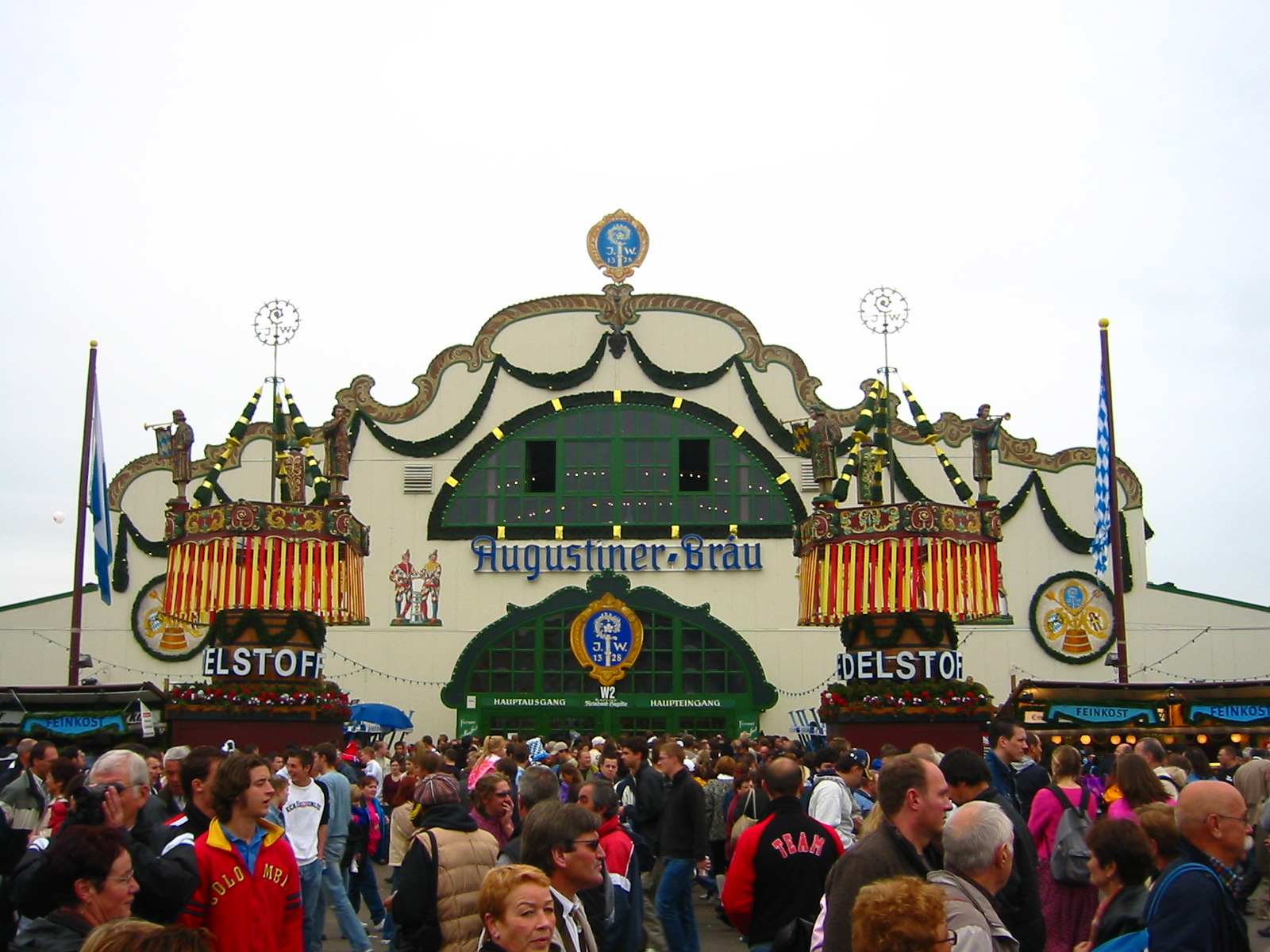
Augustiner-Zelt

### Augustiner-Bräu
La brasserie Augustiner est la dernière à livrer encore des tonneaux en bois sur la Wiesn. Sa façade date de 1926. La tente comporte 6 000 places à l'intérieur et 2 500 dehors,. Le patron est Manfred Vollmer, qui dirige aussi deux brasseries dans la Landsbergerstaße de Munich.

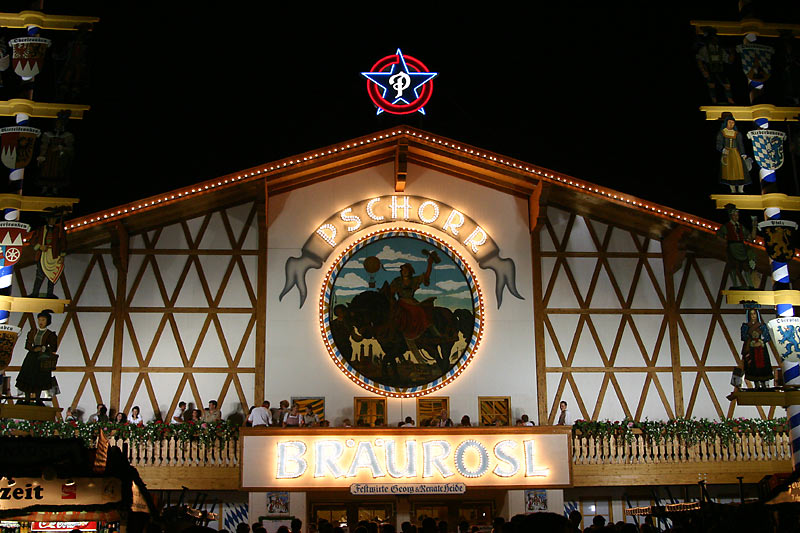
Bräurosl-Zelt

### Bräurosl / Pschorrbräu-Festhalle
La Bräuroslest est tenue par la famille Heide, qui gère également une brasserie à Planegg près de Munich. C'est dans cette tente que se déroule habituellement le premier dimanche de la Wiesn le „Gay Sunday“ organisé par l'association „MLC Münchner Löwen Clubs e.V.“.
Des arbres de mai d'une vingtaine de mètres de haut se trouvent devant la tente, ce qui la rend facilement reconnaissable. La tente a connu une rénovation en 2004 et peut, en 2010, accueillir 6 200 visiteurs assis en intérieur et 2 200 dans le Biergarten,.
La bière qui y est servie est la Hacker-Pschorr.

### Fischer-Vroni

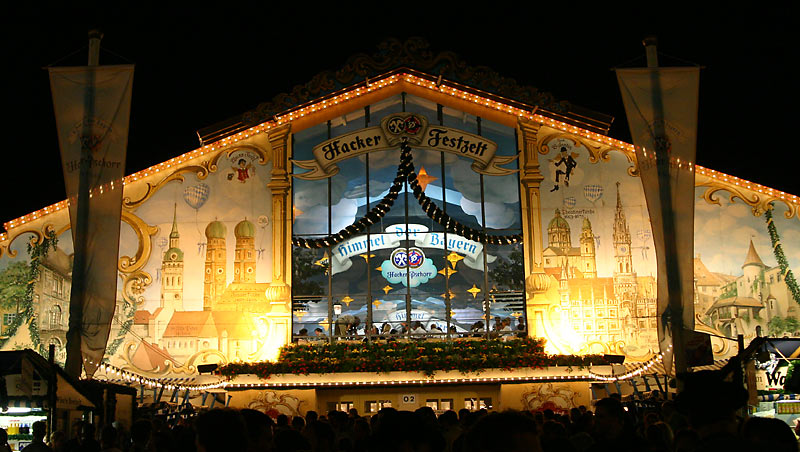
Hacker-Zelt

La Fischer-Vroni est relativement petite pour une « grande » tente de l'Oktoberfest. Elle a été renouvelée en 2006. Elle possède en effet « seulement » 3 080 places à l'intérieur et 700 à l'extérieur,. Elle sert de l'Augustiner. La spécialité culinaire est le Steckerlfisch, du poisson grillé sur une broche. Traditionnellement le deuxième lundi de la fête est réservé aux homosexuel(le)s. Cela vient du fait qu'un ancien tavernier, dit Prosecco, de la tente était gay et ses amis avaient pris l'habitude de réserver plusieurs tables dans la tente.

### Hacker-Festzelt
La tente de 90 mètres par 43, peut accueillir en son sein 6 900 personnes à l'intérieur et 2 400 à l'extérieur,. Elle a été rénovée en 2004 par Rolf Zehetbauer, afin de mieux coller au slogan de la brasserie Hacker-Pschorr :« ciel de Bavière ». De nombreux draps décorent ainsi le plafond, tandis qu'une ouverture de 5 mètres par 5 a été faite dans le toit. La scène tournante pour l'orchestre a également été rénovée. Le tenancier de la tente est Toni Roiderer.

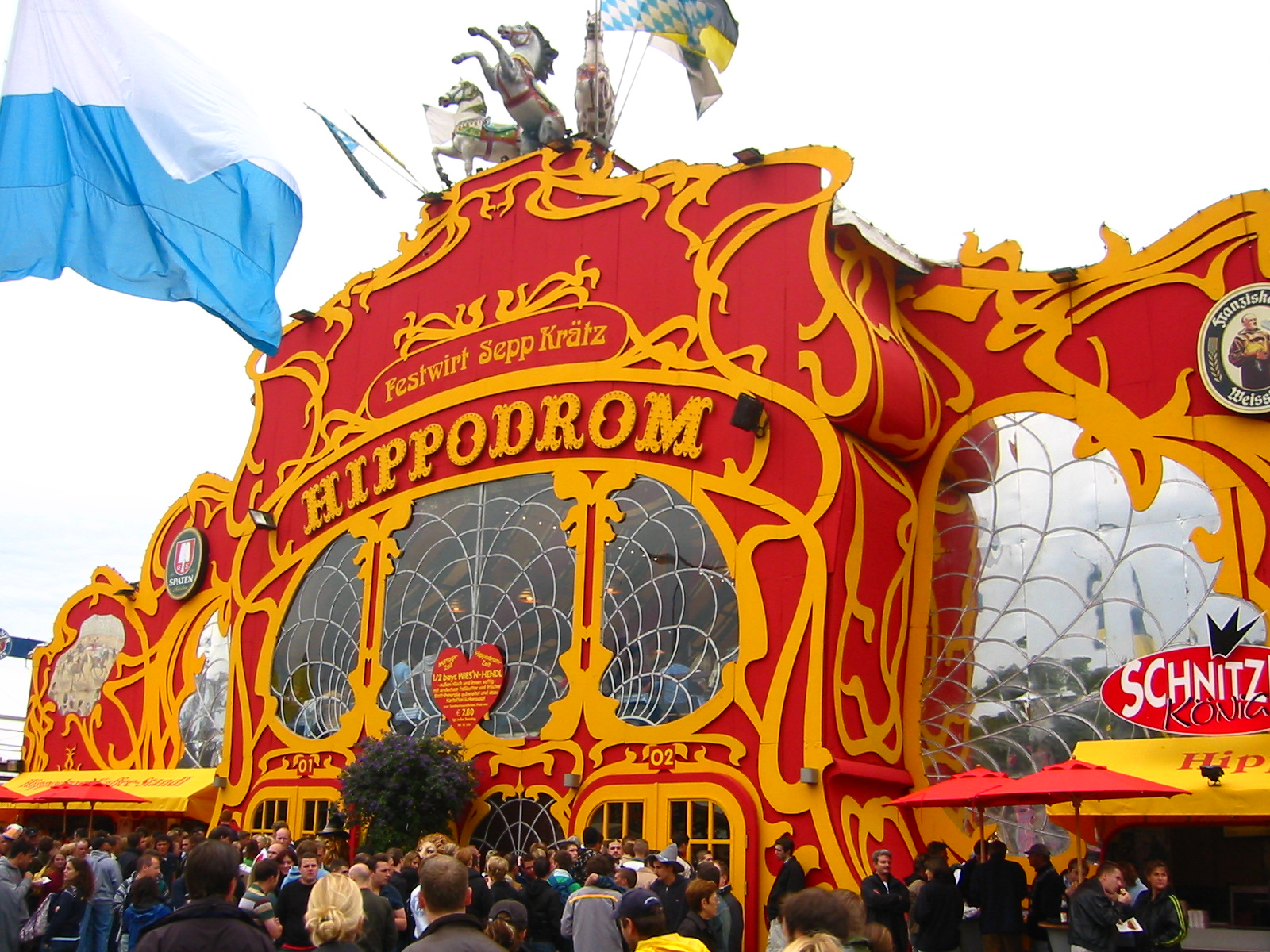
Hippodrom

### Hippodrom
L'Hippodrom date de 1902. C'est d'abord un petit théâtre faisant snack. La particularité de la tente est qu'on y trouve une piste équestre sur laquelle les visiteurs peuvent monter à cheval. Au départ, en face de la tente se trouvait un animateur public. La bière Spaten y est servie. La tente se trouve très proche de l'entrée principale, sur la droite. Le tenancier de la tente est Sepp Krätz depuis 1995, il tient le reste de l'année la brasserie Waldwirtschaft à Munich.
L'Hippodrom a 3 300 places assises dans la tente et 1 000 dans le Biergarten,. Il accueille régulièrement des groupes de musique. En particulier le groupe Münchner Zwietracht y joue depuis 10 ans tous les soirs.

### Hofbräu-Festzelt

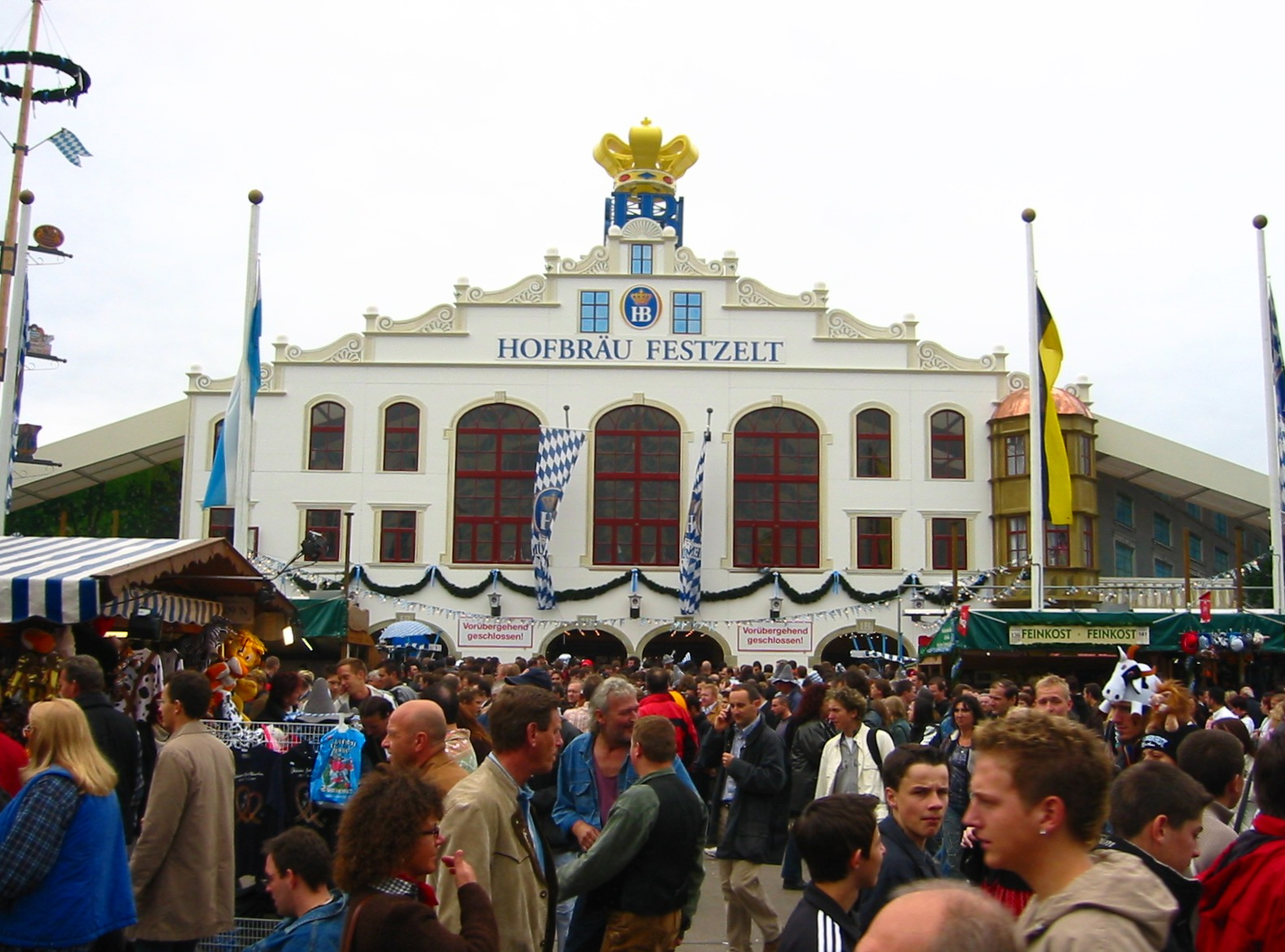
Hofbräu-Festzelt

La Hofbräu-Festzelt peut accueillir environ 10 000 personnes au total : 6 518 assises en intérieur, environ 1 000 debout, et 3 022 en extérieur,. Cela en fait la plus grosse tente de la fête. La famille Steinberg la gère depuis 1980, qui gère également le Hofbräukeller. En guise de décoration, du houblon orne la tente. La tente a une surface totale de 7 000 m2, dont 5 084 m2 en intérieur. En deux semaines on y vend 550 000 litres de bière, 70 000 demi-poulet, 5 500 jarret de porc et 8 500 saucisses. Une nouvelle façade a été inaugurée en 2005.

### Käfers Wiesn-Schänke

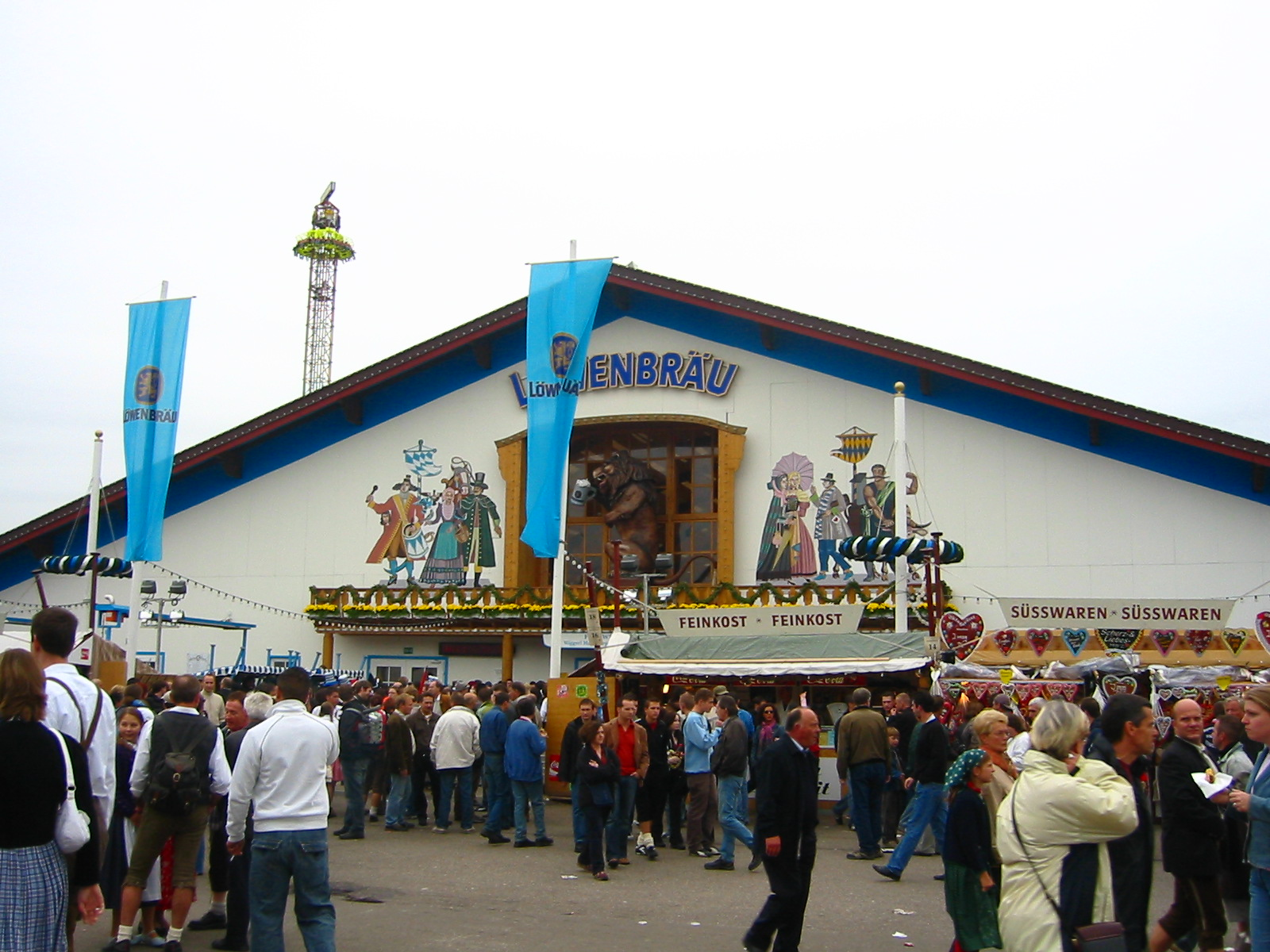
Löwenbräu-Festzelt

La Käfer-Zelt a ouvert en 1971, c'est une tente relativement petite puisqu'elle ne peut contenir que 1 400 personnes à l'intérieur et 1 900 en extérieur,. C'est moins une tente qu'un chalet bavarois, fait dans le style des fermes locales. Le tenancier est Feinkost Käfer. La tente essaie de mettre l'accent sur la gastronomie. La tente ferme à 1h du matin (alors que les autres ferment à 22h30).

### Löwenbräu-Festzelt
Le signe distinctif de cette tente est sa tour, haute de 37 mètres, sur laquelle trône un lion, symbole de la brasserie Löwenbräu (Löwen signifie lion en allemand). La tente est éclairée par pas moins de 16 500 ampoules et peut contenir de 8 515 personnes (5 700 dedans, 2 800 dehors),. De 1989 à 2007 avait lieu dans cette tente la Damenwiesn (rencontre de femmes importantes), qui avait été lancée par Regine Sixt. La tente est certifiée ISO 9001, ce qui en fait la pionnière dans le domaine. Les patrons sont Christa et Ludwig Hagn ainsi que Stephanie Spendler.

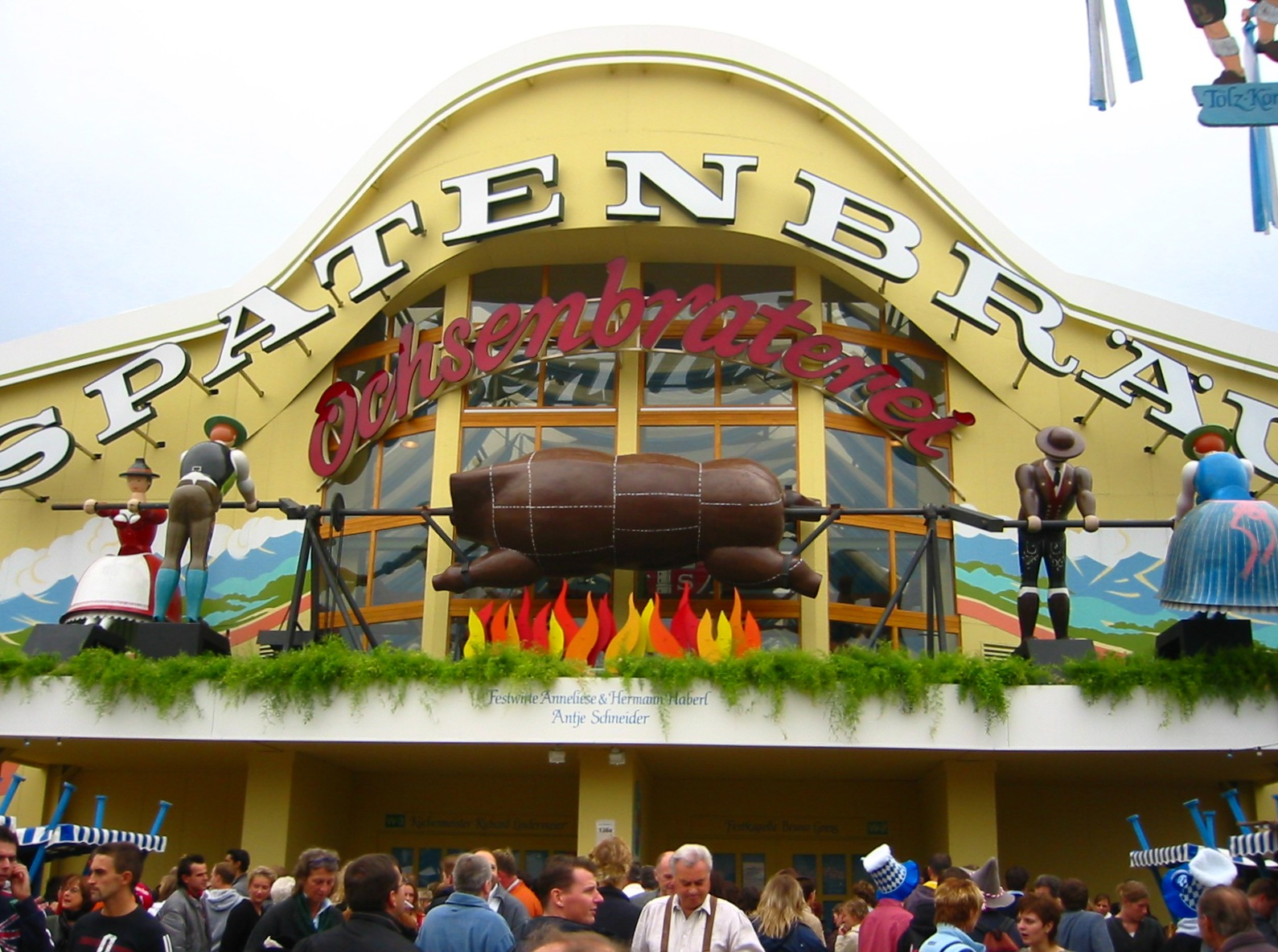
Ochsenbraterei

### Ochsenbraterei
Dans la Ochsenbraterei (littéralement la rôtisserie de bœuf) est servie de la Spaten. Elle ouvre en 1881 quand Metzger Johann Rössler se met à faire rôtir à la broche un bœuf découpé en morceaux pour le vendre en tant que snack. En 1882, la rôtisserie s'arrête car elle n'a pas le droit de vendre de la bière. En 1898, l'Ochsenbraterei ouvre de nouveau. Elle rôtit son 200e bœuf en 1901. On peut toujours y déguster du bœuf rôti.
La tente a une surface de 4 200 m2 et peut accueillir 5 950 visiteurs (dont 1 660 dans les boxes) à l'intérieur et 1 600 en extérieur dans son Biergarten de 1 700 m2. Elle compte 356 employés, qui servent avec 5 tonneaux simultanément,.
La tente actuelle date de 1980, sa construction dure 10 semaines, son démontage 5.

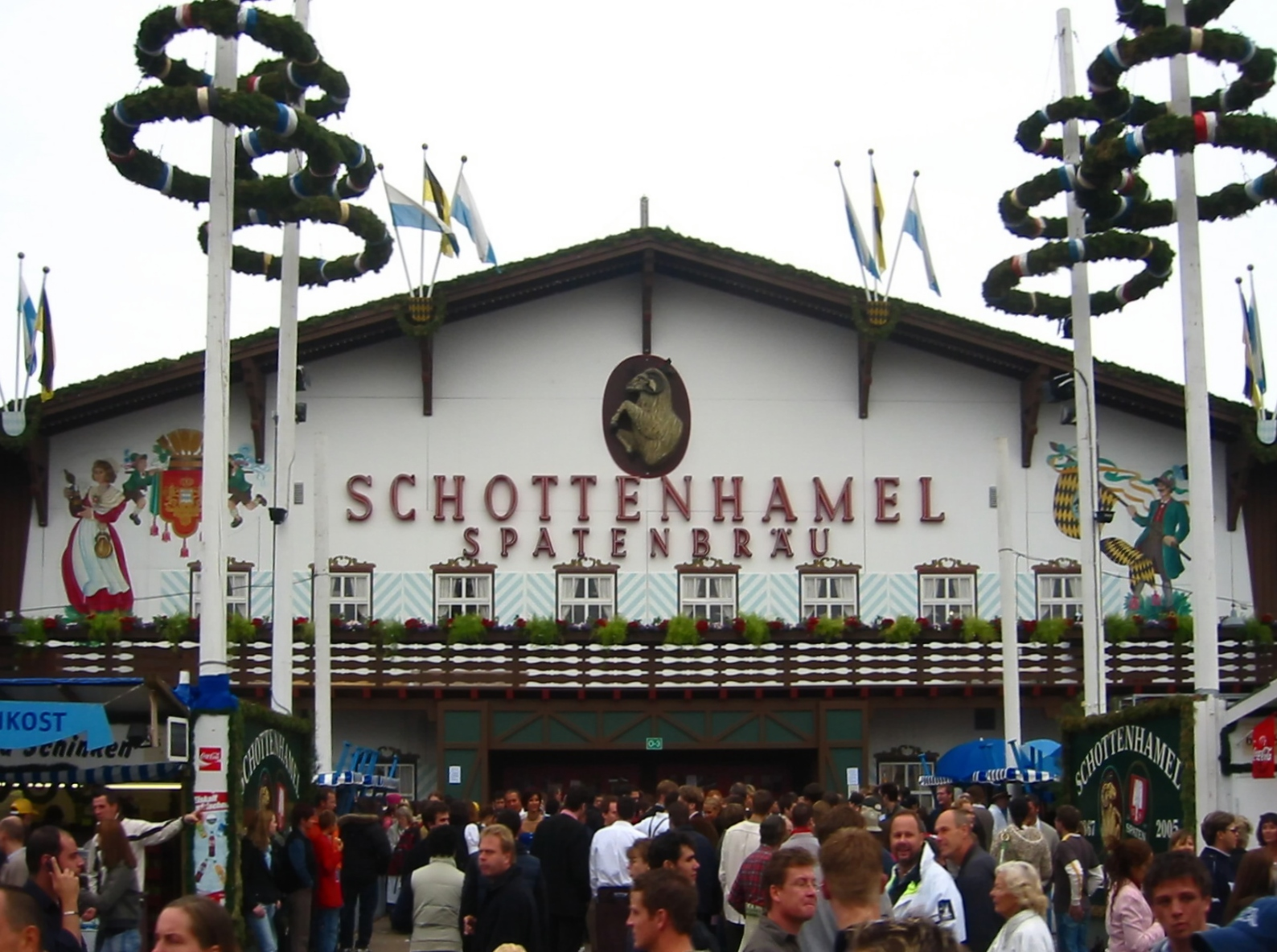
Entrée principale de la tente Schottenhamel

### Schottenhamel
L'histoire de la tente remonte à 1867, quand les Schottenhamel exploitaient une échoppe derrière la tente royale. Aujourd'hui la tente est toujours tenue par des membres de la famille, à savoir Michael et Christian. La tente actuelle date de 1953 et a une surface de 4 800 m2 avec 6 000 places. En extérieur, la terrasse de 2 200 m2 peut accueillir 4 000 personnes supplémentaires,.
Traditionnellement l'Oktoberfest est officiellement ouverte par le maire de Munich dans la tente. La tente est également le lieu traditionnel de rendez-vous des sociétés étudiantes de la ville. On peut s'en rendre compte en regardant les armoiries étudiantes se trouvant aux murs de la tente.
La bière Spaten y est servie. Une particularité est à trouver au niveau de l'habillement des serveuses, elles sont en effet en tablier et non en Dirndl (robe). Les tables sont également différentes : elles sont carrées et des bancs plus courts que la normale les entourent. La Schottenhamel est parfois surnommée Das Zelt der Jugend, la tente des jeunes.

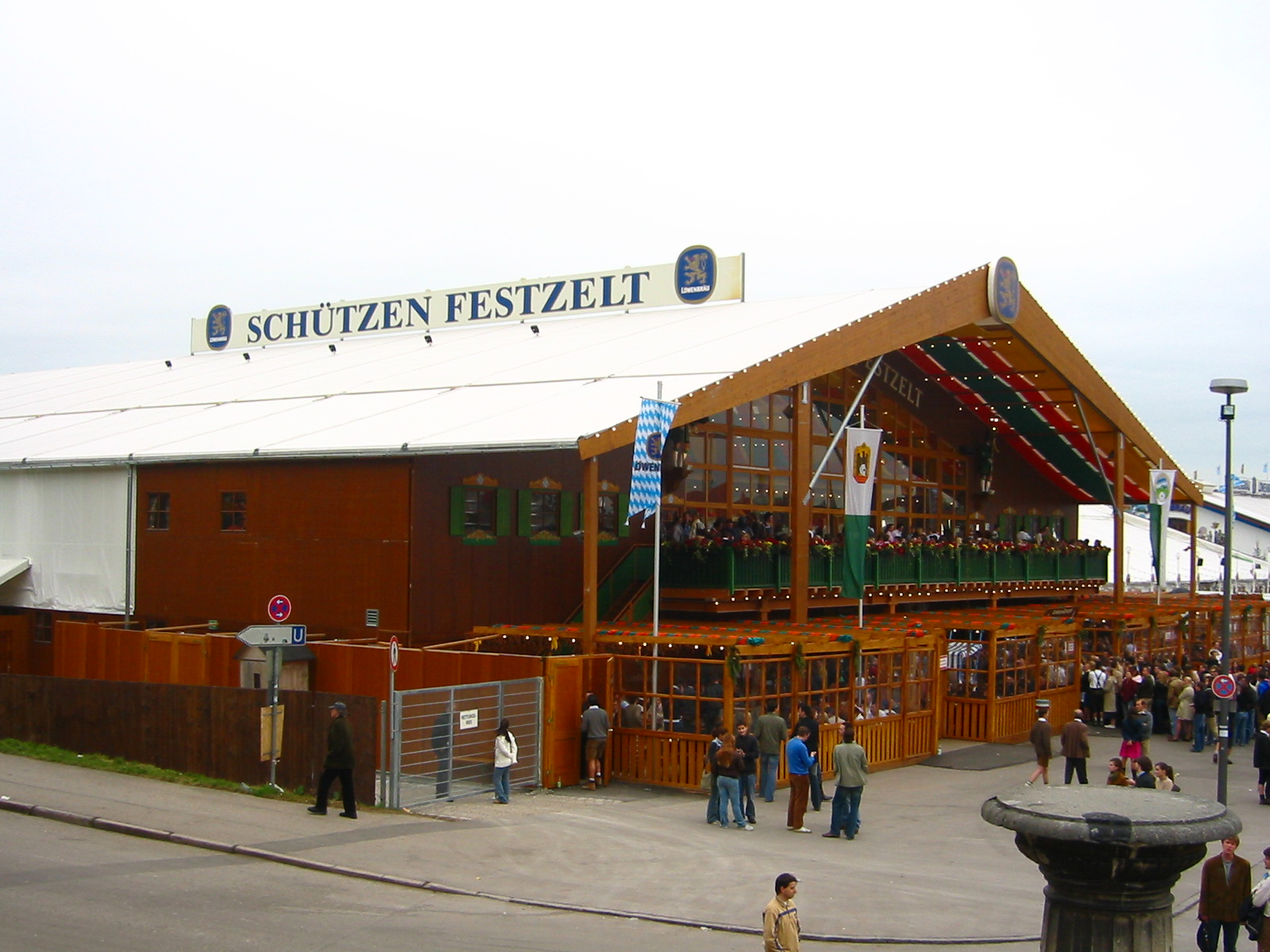
Schützenfestzelt

### Schützenfestzelt
La Schützenfestzelt possède 5 361 places assises (4 300 dedans, 1 090 dehors). Ce qui est relativement peu si l'on sait que c'est la plus grande tente de la fête en superficie. Elle se trouve à côté de la Bavaria et donc légèrement à l'écart des rues de l'Oktoberfest. Les touristes passent parfois devant sans faire attention, car l'entrée est peu commune pour une tente. Le public y était relativement plus vieux que dans les autres tentes dans le passé. Mais la Kapelle „Die Niederalmer“ jouant surtout du rock et de la pop, le public se rajeunit d'année en année. En plus des jeunes, on notera que c'est aussi un lieu de rencontre pour la noblesse allemande.
De plus 110 stands de tir se trouvent dans la tente. La tente est également connue pour ses balcons de géraniums. Les tenanciers de la tente sont Claudia et Eduard Reinbold. La spécialité culinaire de la tente est le cochon de lait rôti à la bière.

### Weinzelt

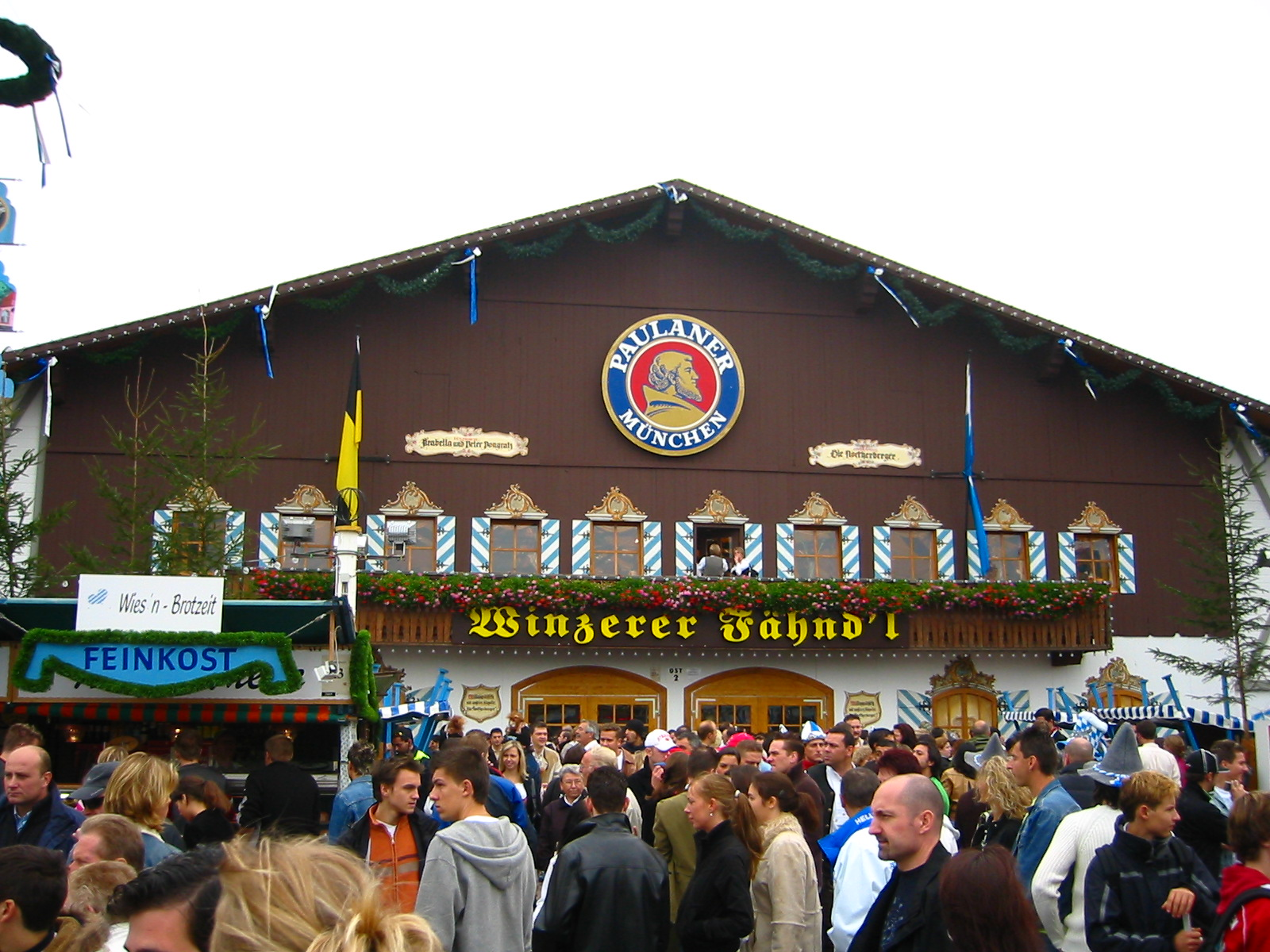
Paulaner-Festhalle (2009)

La Weinzelt (tente du vin) de Stephan Kuffler sert de la Weißbier jusqu'à 21h, par la suite on peut y boire vins et mousseux. La tente existe depuis 1984. Elle a 2 500 places assises. En 2005, elle a été complètement rénovée, tandis que l'ancienne tente était à vendre sur ebay. Elle est approvisionnée par la Paulaner et la cave Sektkellerei Schloss Wachenheim de Nymphenburg. La tente est ouverte jusqu'à 1h du matin, comme la Käfers Wiesn-Schänke, alors que les autres tentes ferment à 22h30.

### Winzerer Fähndl – Paulaner-Festhalle
La tente Winzerer Fähndl est reconnaissable de loin à sa haute tour sur laquelle tourne une Maß de Paulaner de 6 mètres de haut. Elle a 8 450 places à l'intérieur et 2 450 à l'extérieur. En 2010, la tente a été rénovée. Le montage de la tente dure 90 jours et son démontage 30. Les tenanciers sont Peter et Arabella Pongratz,.

## Petites tentes
À côté des 14 grandes tentes se trouvent des tentes plus petites, ce sont surtout des rôtisseries de poulets comme la Wienerwald, le café  Kaiserschmarrn, Vinzenz Murr, Ammer Hühner- und Entenbraterei, Poschners, Heimer, café Mohrenkopf, Bodos-Cafézelt et Wirtshaus im Schichtl.

## Résumé chiffré

### Grandes tentes
| Tente                                | Depuis | Places assises à l'intérieur | à l'extérieur | Patron                             | Brasserie                          | Musique                                               |
| ------------------------------------ | ------ | ---------------------------- | ------------- | ---------------------------------- | ---------------------------------- | ----------------------------------------------------- |
| Armbrustschützenzelt                 | 1895   | 5 830                        | 1 620         | famille de Peter Inselkammer       | Paulaner                           | Unterbrunner Blasmusik                                |
| Augustiner-Bräu                      | 1898   | 6 300                        | 3 000         | Manfred Vollmer                    | Augustiner                         | Augustiner Oktoberfestkapelle (Reinhard Hagitte)      |
| Bräurosl                             | 1902   | 6 200                        | 2 200         | famille Heide                      | Hacker-Pschorr                     | Ludwig Thoma-Musikanten                               |
| Fischer-Vroni                        | 1902   | 3 080                        | 700           | Johann Stadtmüller                 | Augustiner                         | Sepp Folger und seine Münchner Musikanten             |
| Hacker-Festzelt                      | 1907   | 6 950                        | 2 400         | Toni Roiderer                      | Hacker-Pschorr                     | Die Kirchdorfer, Cagey Strings Rock’n’Roll Band       |
| Hippodrom                            | 1902   | 3 200                        | 1 000         | Sepp Krätz                         | Spaten-Franziskaner-Bräu           | Münchner Zwietracht                                   |
| Hofbräu-Festzelt                     | 1 955  | 6 698                        | 4,540         | Familie Steinberg                  | Hofbräu                            | Plattlinger Isarspatzen                               |
| Käfers Wiesn-Schänke                 | 1971   | 1 000                        | 1 900         | Michael Käfer                      | Paulaner                           | California Sun                                        |
| Löwenbräu-Festzelt                   | 1910   | 5 700                        | 2 800         | Ludwig Hagn et Stephanie Spendler  | Löwenbräu                          | "Die Heldensteiner" (Leitung Bert Hansmaier)          |
| Ochsenbraterei                       | 1881   | 5 900                        | 1 500         | famille Haberl et Antje Schneider  | Spaten-Franziskaner-Bräu           | Festzeltkapelle Bruno Gress                           |
| Schottenhamel                        | 1867   | 6 000                        | 4 000         | Christian et Michael Schottenhamel | Spaten-Franziskaner-Bräu           | Kapelle Otto Schwarzfischer                           |
| Schützenfestzelt                     | 1876   | 4 300                        | 1 090         | famille Reinbold                   | Löwenbräu                          | Die Niederalmer                                       |
| Weinzelt                             | 1984   | 1 900                        | 600           | Roland, Doris et Stephan Kuffler   | Paulaner, Nymphenburg Sektkellerei | die Sumpfkröten, die Blechblos´n et die Högl Fun Band |
| Winzerer Fähndl – Paulaner-Festhalle | 1898   | 8.450                        | 2.450         | famille Pongratz                   | Paulaner                           | „Die Nockherberger“ dirigé par Konrad Aigner          |
| Total:                               | Total: | 71 508                       | 30 100        |                                    |                                    |                                                       |

### Petites tentes
À côté des grosses tentes se trouvent 18 tentes plus petites tailles.
| Tente                                | Depuis | Places assises à l'intérieur | à l'extérieur | Patron                             | Brasserie                 |
| ------------------------------------ | ------ | ---------------------------- | ------------- | ---------------------------------- | ------------------------- |
| Wirtshaus im Schichtl                | 2001   | 120                          |               | Manfred Schauer                    | Spaten-Franziskaner       |
| Hühner- und Entenbraterei Ammer      | 1885   | 450                          | 470           | Sepp Schmidbauer et Claudia Trott  | Augustiner                |
| Hendl- und Entenbraterei Heimer      |        | 400                          |               | Helmut et Ignaz Schmid             | Paulaner                  |
| Heinz Wurst- und Hühnerbraterei      |        | 360                          |               | Petra Brenner et Herbert Heilmaier | Paulaner                  |
| Poschner's Hühner- und Entenbraterei |        | 350                          |               | famille Luff                       | Hacker-Pschorr            |
| Hühner- und Entenbraterei Wildmoser  | 1981   | 320                          |               | famille Wildmoser                  | Hacker-Pschorr            |
| Das Wienerwald Festzelt              |        | 360                          |               | Maria et Lorenz Stiftl             | Hofbräu München           |
| Bodos Cafézelt                       |        | 450                          |               | Bodo E. Müller                     |                           |
| Zur Bratwurst                        |        | 169                          | 40            | Werner Hochreiter                  | Augustiner                |
| Café Kaiserschmarrn                  | 2007   | 450                          |               | Gerhard et Magnus Müller-Rischart  |                           |
| Schiebl's Kaffeehaferl               |        | 100                          |               | Emil Schiebl                       |                           |
| Feisinger's Kas- und Weinstub'n      |        | 92                           | 90            | Rosie et Max Feisinger             | Franziskaner Bräu         |
| Glöckle Wirt                         |        | 98                           |               | Hanns W. Glöckle                   | Spaten-Franziskaner Bräu  |
| Hochreiter's Haxnbraterei            |        | 230                          |               | famille Hochreiter                 | Franziskaner et Löwenbräu |
| Kalbs-Kuchl                          | 2008   | 300                          |               | Sabine et Siegfried Able           | Spaten-Franziskaner Bräu  |
| Münchner Knödelei                    | 2002   | 300                          | 90            | Florian et Bettina Oberndorfer     | Paulaner Bräu             |
| Vinzenz Murr Wiesn Stüberl           |        | 150                          |               | famille Brandl                     | Spaten-Franziskaner Bräu  |
| Guglhupf Café                        |        |                              |               | Marc Eisenbarth                    |                           |
| Total:                               |        | 4 319                        | 690           |                                    |                           |

## Délivrance des concessions
La ville de Munich a le droit de réserver l'exploitation des tentes de l'Oktoberfest aux gros brasseurs de Munich. Les grandes tentes sont ainsi données au groupe Schörghuber (Paulaner, Hacker-Pschorr), à la Löwenbräu, à la Spatenbrauerei, à l'Augustinerbräu et à l'Hofbräu, qui est une brasserie publique. En fonction de leur taille les brasseries reçoivent plus ou moins de tentes et nomment les tenanciers, à l'exception des tentes dirigées par d'autres organismes comme la  Armbrustschützengilde (Paulaner) ou la Schützenverband (Löwenbräu).
Chaque brasserie a le droit de proposer le tenancier des tentes qu'elle gère, avec au moins une alternative. Les candidats doivent justifier de qualification professionnelle suffisante, être fiable et avoir une morale irréprochable. Cela veut dire qu'ils ne doivent avoir commis aucune infraction au code de l'artisanat, de l'hygiène, des impôts ou de l'immigration.
Les propositions sont étudiés par l'adjoint de mairie chargé de l'économie. La décision finale est prise par le comité chargé de la Wiesn au conseil municipal. En pratique, les concessions sont en général reconduites d'années en années. Ceci s'arrêtant quand une limite d'âge est atteint par le tenancier. Ainsi Willy Heide, patron de la „Bräurosl“ dû abandonner sa concession en 2001 à l'âge de 82 ans au profit de son fils Georg. C'est l'adjoint à l'économie de l'époque Reinhold Wieczorek qui a voulu ce changement de génération au sein de la très respectée famille Heide.

## Places assises

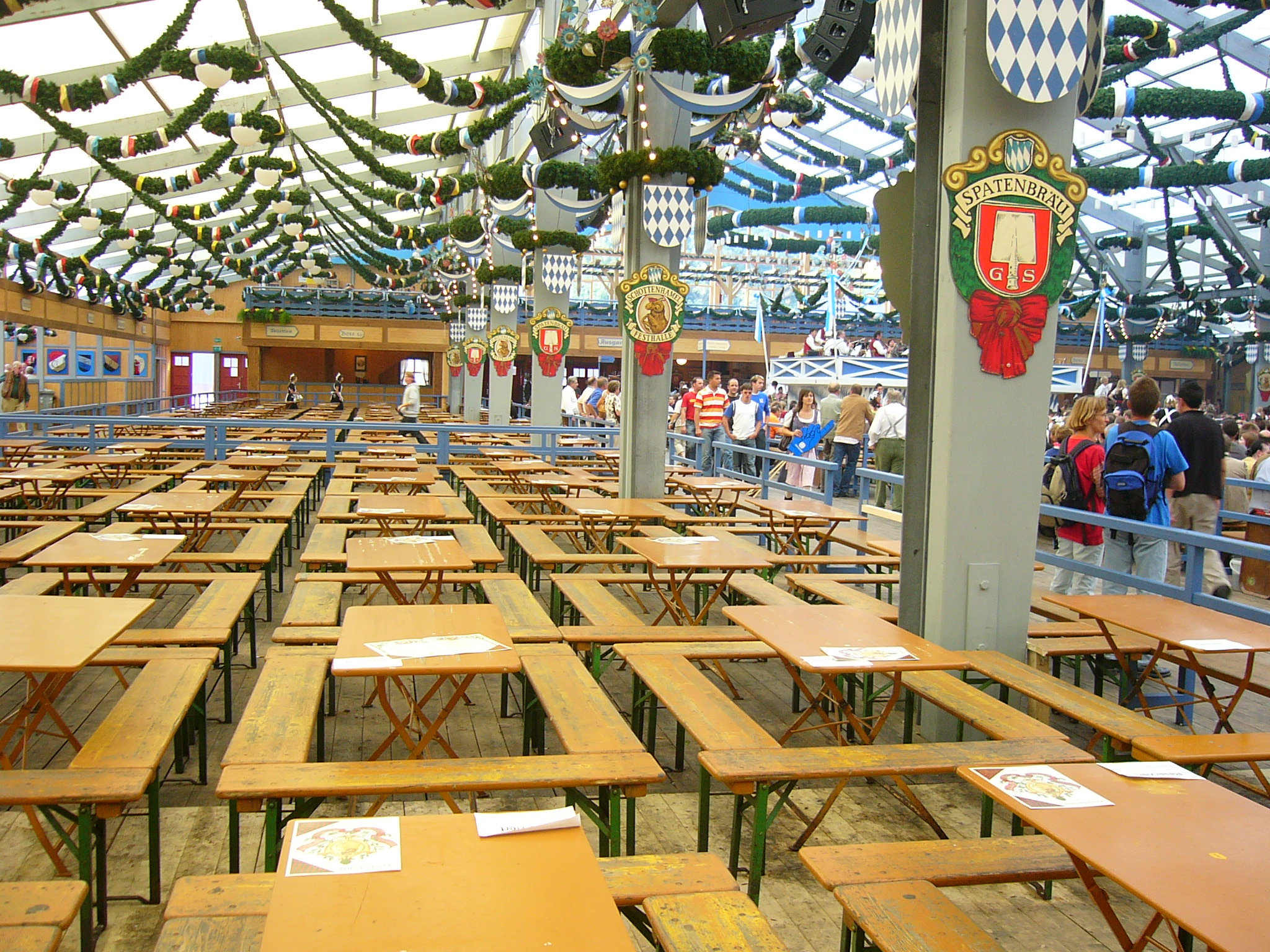
Disposition des tables et bancs dans la tente Schottenhamel

En principe on ne peut pas boire debout à l'Oktoberfest. L'exception est la Hofbräu-Festzelt, où il y a un domaine debout. Les tables sont en général alignées (la Schottenhamel et la Käfers Wiesn-Schänke déroge à la règle). Les bancs sont les sièges les plus répandus, mais dans la Käfers Wiesn-Schänke on est assis sur des chaises.
À l'extérieur on peut entendre la musique des Kapelle grâce à des haut-parleurs, mais cela reste limité. Les cassettes sont bannies et la musique est toujours jouée en direct par l'orchestre. Depuis 2007, les tentes ont le droit de couvrir les places extérieures.

## Montage et démontage
Les tentes sont montées chaque année avant la fête puis démontées par la suite.

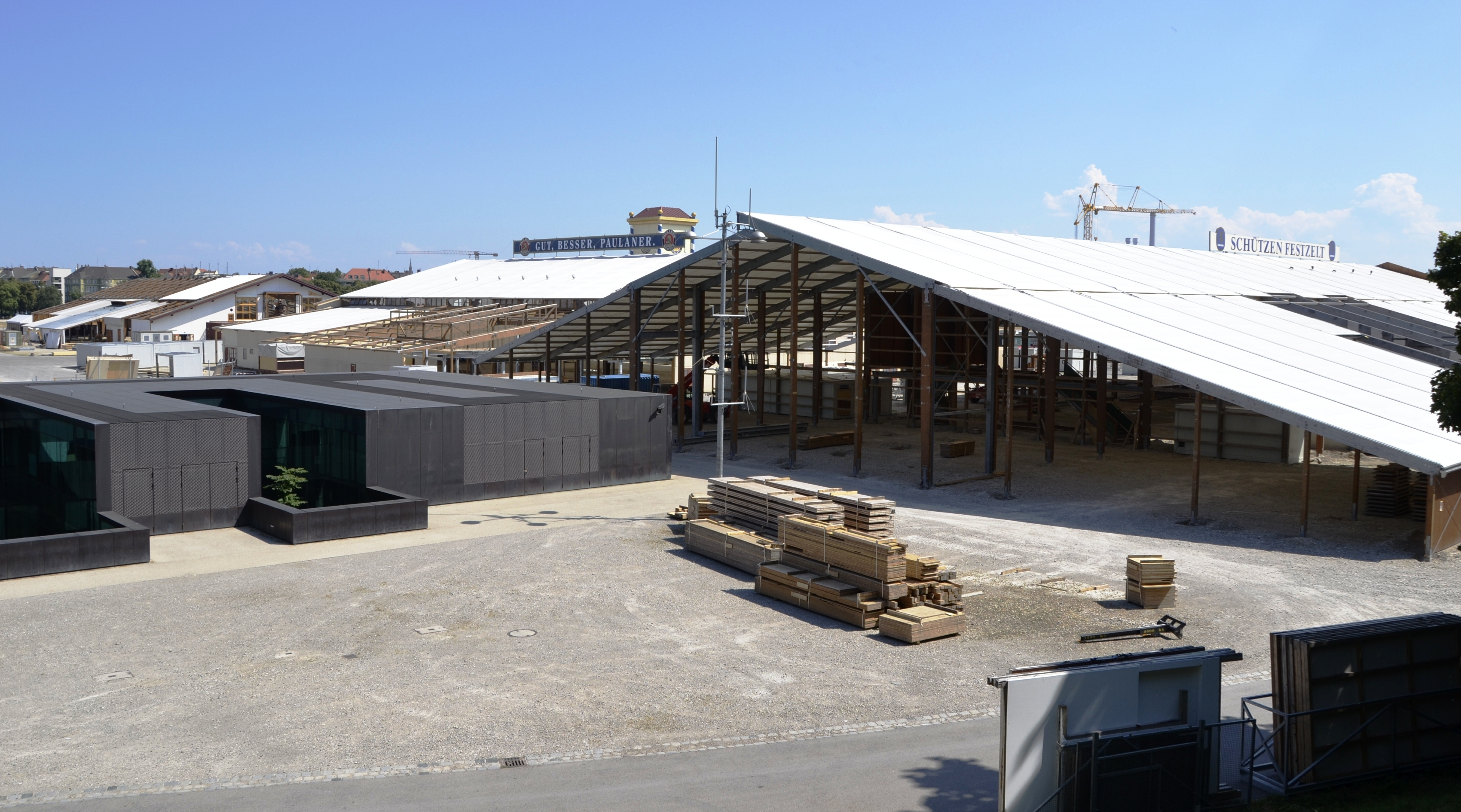
Construction de la tente Schützen
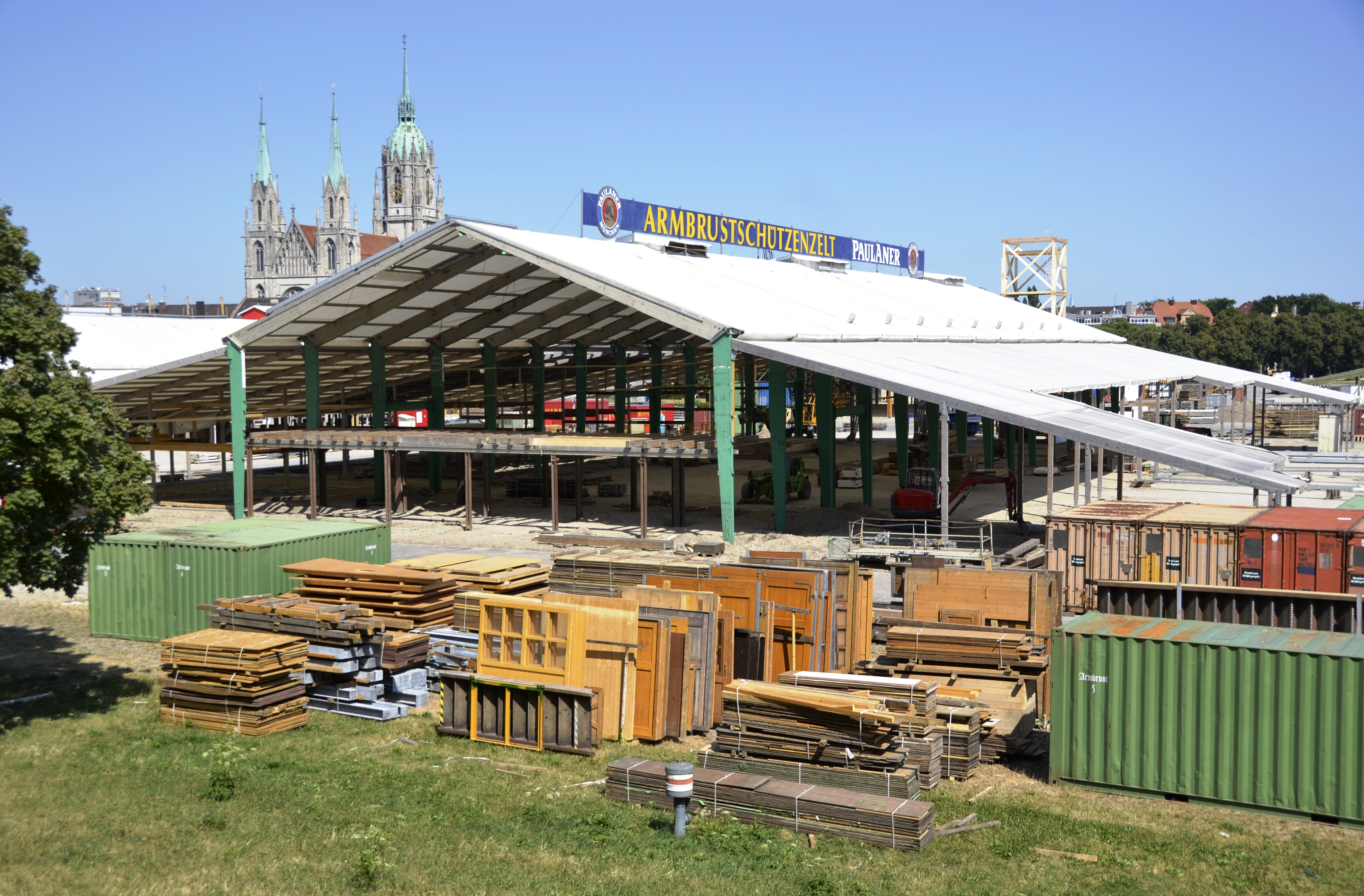
Construction de la tente Armbrustschützenzelt
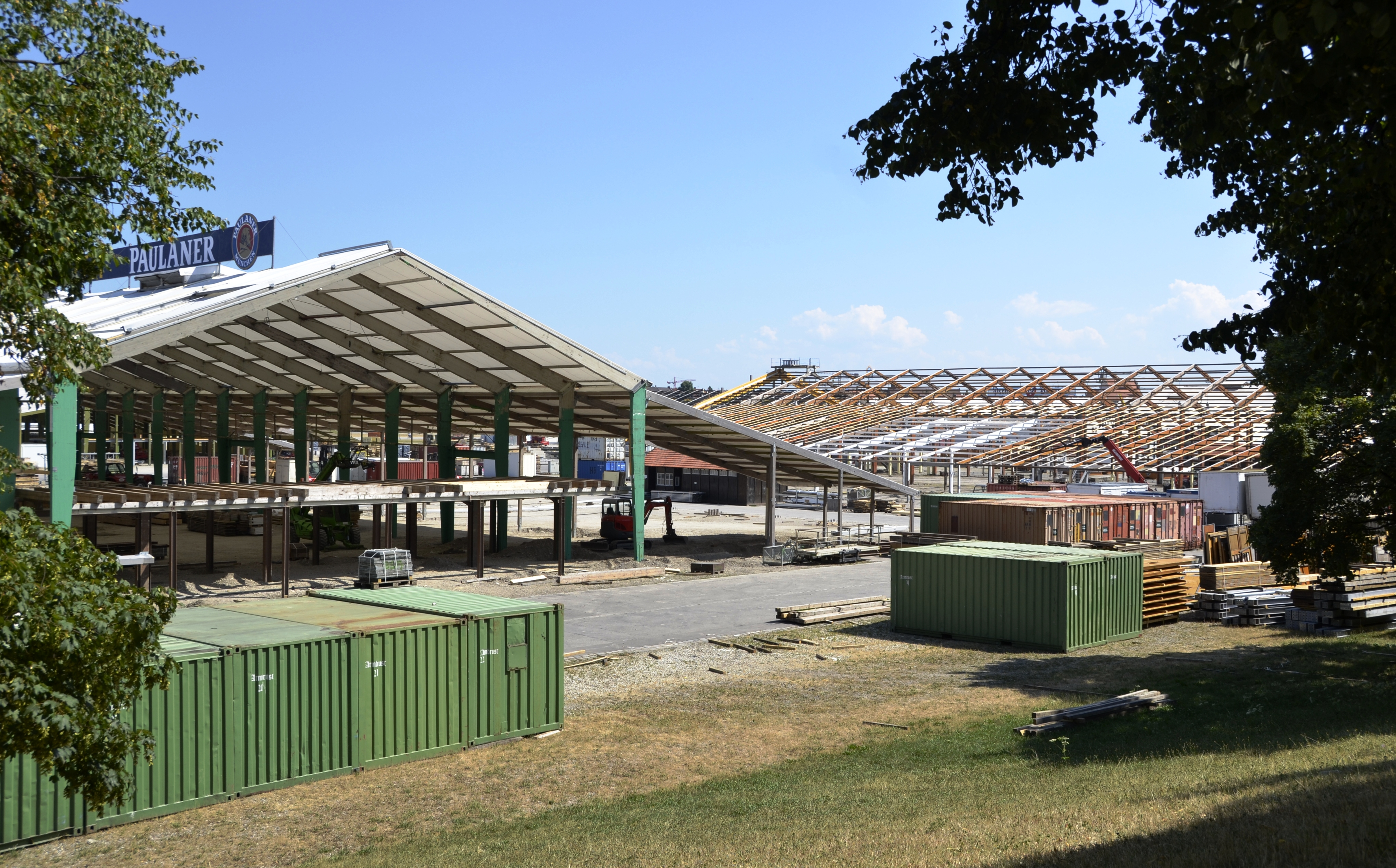
Construction de la tente Paulaner